# Alashan

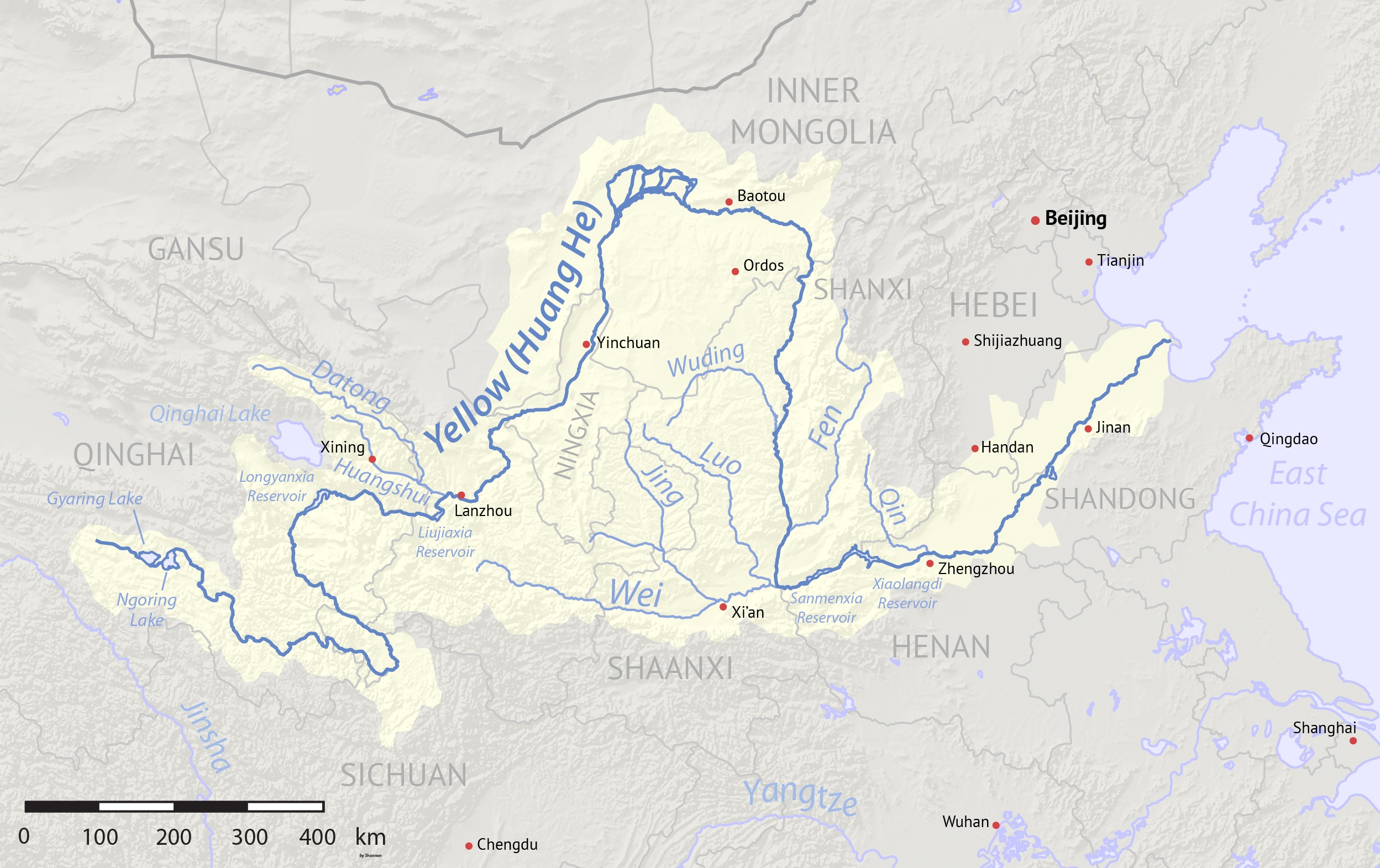
La regió del bucle d'Ordos, amb les muntanyes a l'esquerra del riu Groc

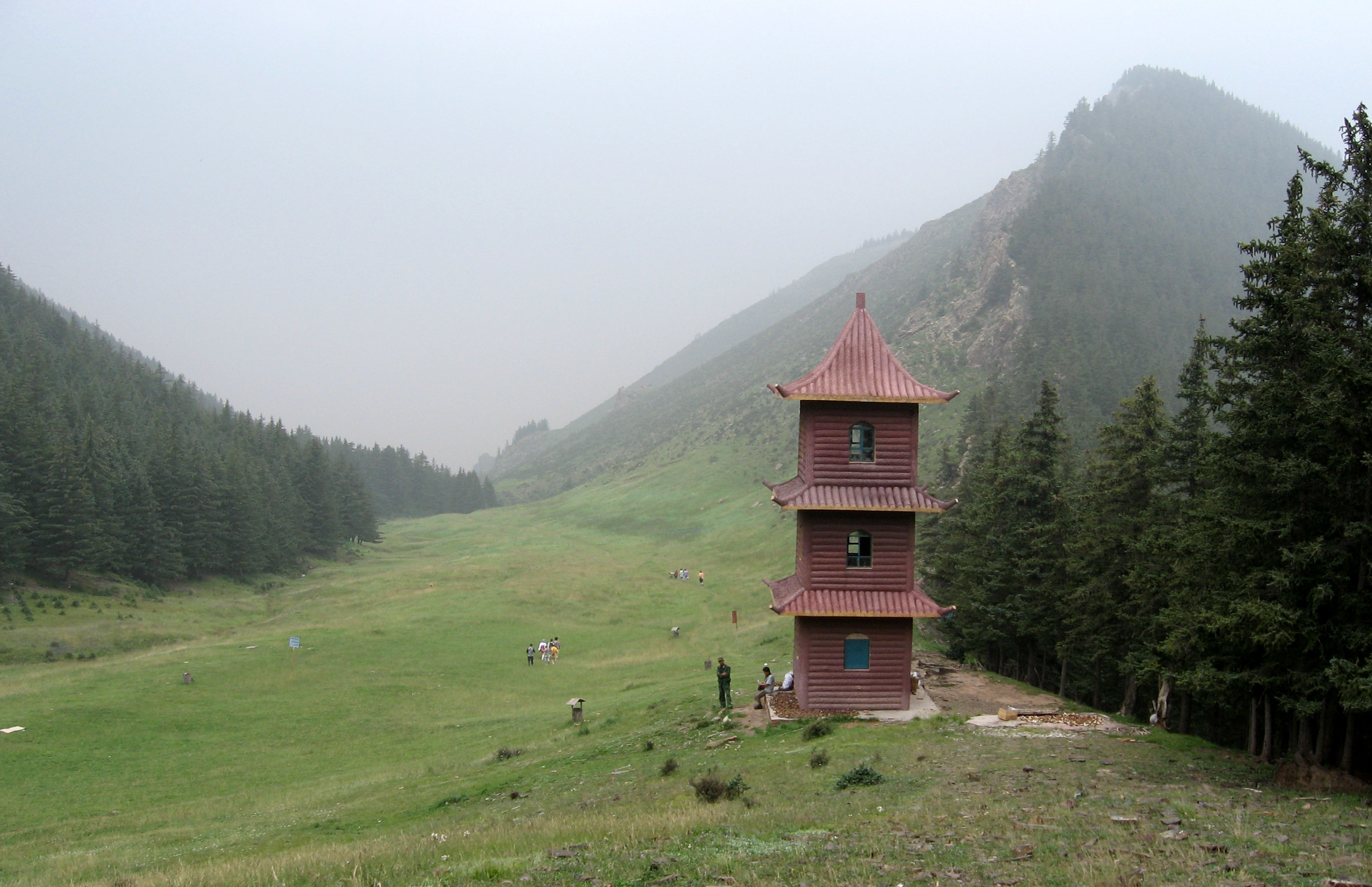
Les parts altes tenen boscos i praderes.

L'altiplà d'Alashan (escrit també Alaschan, mongol Agaghshan, Alaghshan o muntanyes Helan) és un altiplà de la Xina i Mongòlia que té una superfície de 673.400 km². És semidesèrtic. Es troba entre l'altiplà tibetà al sud i el desert del Gobi al nord. A l'est es troba el desert d'Ordos. Al nord, a la part sud de Mongòlia, arriba fins al desert fred del Gobi i fins a les muntanyes Altai o Gobi Altai. Al nord-est es troba Qilian. La major part de la regió es troba al Kansu a la Xina.
Les estivacions corren de nord a sud paral·lels al riu Groc que flueix al nord a la secció del meandre dels Ordos. El riu és majoritàriament a l'est de les muntanyes, però al nord travessa sense fer un congost important i flueix pel costat oest. A l'oest es troba el desert de Tengger, mentre que a l'est hi ha una zona de regadiu al costat del riu Groc, on es troben les ciutats de Yinchuan i Shizuishan, una mica més a l'est de les quals es troba la porció del desert Mu Us. Al nord es troba la ciutat de Wuhai, de Mongolia Interior.
Consisteix en valls desèrtiques i muntanyes baixes. El clima és àrid. Una mica de pluja a l'estiu fa posar el desert verd. Hi ha abundant vida animal d'ases salvatges, antílops i altres, i lleopards i ossos bruns; també hi ha rèptils i alguns petits mamífers. El Parc Nacional del Gran Gobi al sud de Mongòlia ha estat nominat com a reserva de la biosfera.